# Гельмут Генніг
Гельмут Генніг (нім. Helmut Hennig; 30 квітня 1914, Каль-ам-Майн — 16 жовтня 1943, Оманська затока) — німецький офіцер-підводник, капітан-лейтенант крігсмаріне.

## Біографія
3 квітня 1936 року вступив на флот. З квітня 1939 року — командир взводу 12-го дивізіону корабельного озброєння. З листопада 1939 року — 2-й вахтовий офіцер на підводному човні U-52. В лютому-березні 1941 року пройшов курс командира човна. З 11 березня по 31 липня 1941 року — командир U-24. З вересня 1941 по жовтень 1942 року — інструктор 1-ї навчальної дивізії підводних човнів. З 25 листопада 1942 року — командир U-533, на якому здійснив 2 походи (разом 144 дні в морі). 16 жовтня 1943 року U-533 був потоплений в Оманській затоці (25°28′ пн. ш. 56°50′ сх. д.) глибинними бомбами британського бомбардувальника «Бізлі». 1 член екіпажу був врятований, 52 (включаючи Генніга) загинули.

## Звання
- Кандидат в офіцери (3 квітня 1936)
- Морський кадет (10 вересня 1936)
- Фенріх-цур-зее (1 травня 1937)
- Лейтенант-цур-зее (1 жовтня 1938)
- Оберлейтенант-цур-зее (1 жовтня 1940)
- Капітан-лейтенант (1 червня 1943)